# Шклинь
Шклинь — село в Україні, У Луцькому районі Волинської області. Входить до складу Городищенської сільської громади. Населення становить 843 осіб.

## Розташування

Вулиця біля дитячого садка

Поблизу дитячого садка

Вигляд села

Село розташоване на автодорозі Львів — Луцьк. За 30 км від Луцька, за 5 км від залізничної станції Сенкевичівка.

## Історія
У давні часи у селі діяв склозавод. Робітників, які тут працювали, називали шклинцями, звідси і назва села.
Князь Олександр Заславський у Шклині 24 липня 1616 р. написав лист до якогось пана.
У 1906 році село Чаруківської волості Луцького повіту Волинської губернії. Відстань від повітового міста 28 верст, від волості 8. Дворів 151, мешканців 916.
19 липня 2020 року в результаті адміністративно-територіальної реформи та ліквідації Горохівського району село увійшло до складу новоутвореного Луцького району.

## Населення
Згідно з переписом УРСР 1989 року чисельність наявного населення села становила 868 осіб, з яких 392 чоловіки та 476 жінок.
За переписом населення України 2001 року в селі мешкали 842 особи.

### Мова
Розподіл населення за рідною мовою за даними перепису 2001 року:
| Мова       | Відсоток |
| ---------- | -------- |
| українська | 99,53 %  |
| російська  | 0,36 %   |
| білоруська | 0,12 %   |

## Пам'ятки
В селі була пам'ятка архітектури — церква св. Бориса і Гліба, побудована у 1864 році при священикові Петрові Лясковському. Стояла на підвищенні в північній частині села, з заходу від дороги до села Воютин. Тризрубна одноверха з двома прибудовами: з півночі до вівтаря - ризниця, з заходу до бабинця - невеликий присінок. Біля церкви розташована дерев'яна двоярусна дзвіниця.
У 60-х роках. ХХ ст. храм було закрито і перетворено у "Музей історії села". Богослужіння відновлені у 90-х роках ХХ ст. З  1997 році настоятелем храму був священик Олександр Фідрін. У 2012 році парафія УПЦ МП на місці старої святині збудувала нову церкву.
7 березня 2019 року, після проведення зборів, громада храму була прийнята в клір Волинської єпархії ПЦУ 
З 11 березня 2019 року, настоятелем храму є священик Михайло Степанович Стрільчук. 
У 2020 році. стараннями підприємця Никонюка Анатолія Олександровича, вихідця зі Шклиня, було проведено внутрішній благоустрій храму, перебудовано вхідну арку 

## Спорт
В 2013 році було відновлено футбольний клуб «ТЕМП», який тепер виступає в 2-й групі чемпіонату району.

## Відомі люди
- Едуард Гакен (Eduard Haken), народився тут 22 березня 1910 року, лікар за освітою, відомий, передусім в Чехії, за свій чудовий бас; від 1941 року працював у Празькому Національному театрі.
- Роман Карпюк — доктор педагогічних наук, доцент, Відмінник освіти України, заслужений тренер України, почесний працівник фізичної культури і спорту України, голова Волинського відділення паралімпійського комітету України, отаман Волинської обласної козацької організації «Українське Реєстрове Козацтво», генерал-полковник УРК.
- Валерій Лац — тренер філіалу ДЮСШ з волейболу.
- Роман Луцюк (1976—2016) — солдат Збройних сил України, учасник російсько-української війни.
- Юрій Русюк — майстер спорту України з легкої атлетики.
- Леонід Мізернюк — майстер спорту України з легкої атлетики, в 90-их роках член збірної команди України.
- Романюк В. М. — кандидат у майстри спорту з біатлону, призер І Всесоюзних юнацьких ігор 1988 року.